# Mali Modruš Potok
Mali Modruš Potok is een plaats in de gemeente Netretić in de Kroatische provincie Karlovac. De plaats telt 37 inwoners (2001).